# تران: إيفولوشن
تران: إيفولوشن (بالإنجليزية: Tron: Evolution)‏ ، هي لعبة فيديو إلكترونية من نوع أكشن ومغامرات وخيال علمي، صدرت في السوق سنة 2010م، وتعمل لأنظمة التشغيل كل من ويندوز وبلاي ستيشن بورتبل وبلاي ستيشن 3 وإكس بوكس 360.